# Turzyca leśna
Turzyca leśna (Carex sylvatica Huds.) – gatunek byliny z rodziny ciborowatych. Jego zasięg obejmuje Europę] i zachodnią Azję. W Polsce jest gatunkiem rozpowszechnionym, rzadszym lokalnie, np. w województwie mazowieckim.

## Morfologia

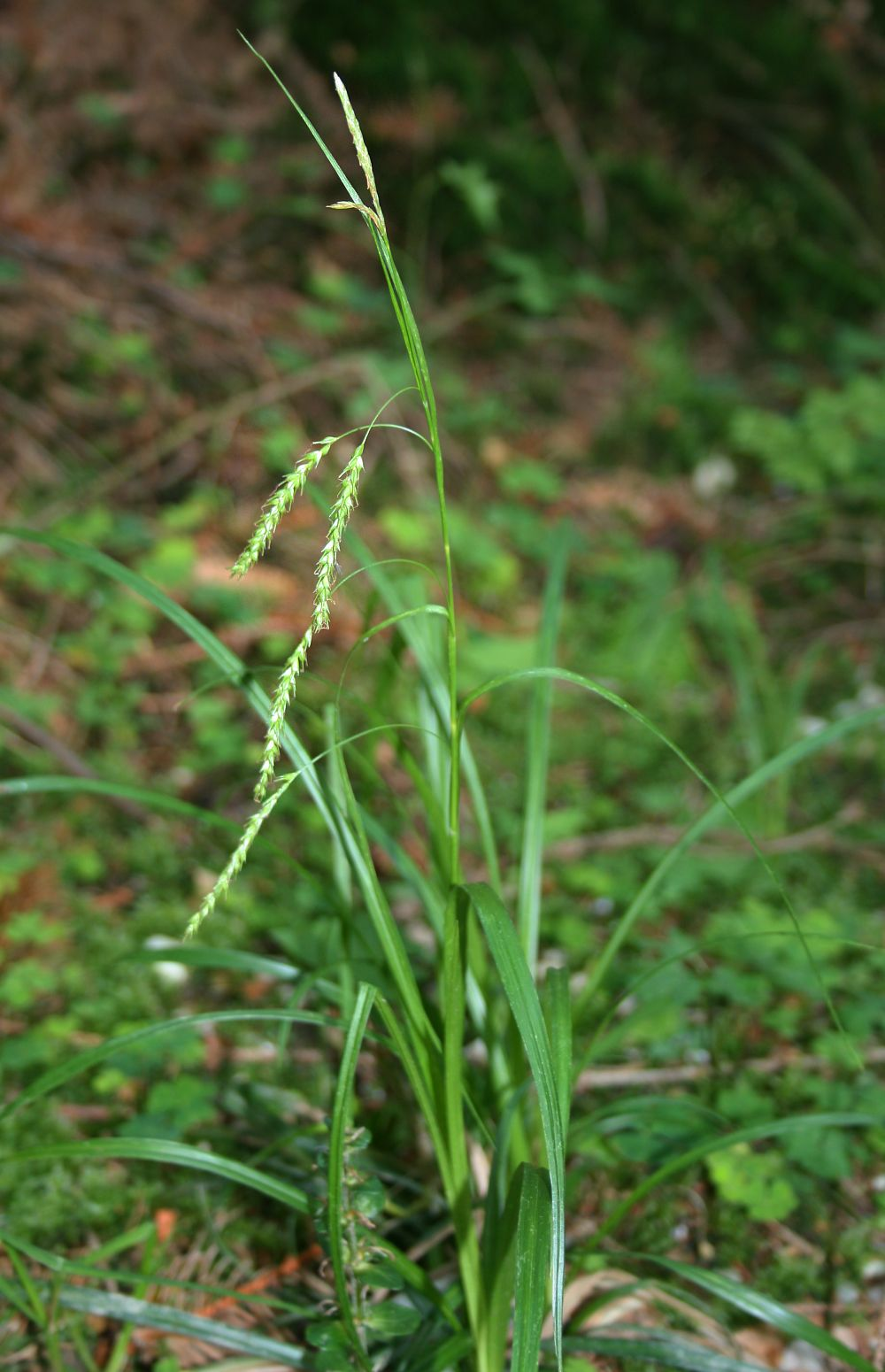
Pokrój w czasie owocowania

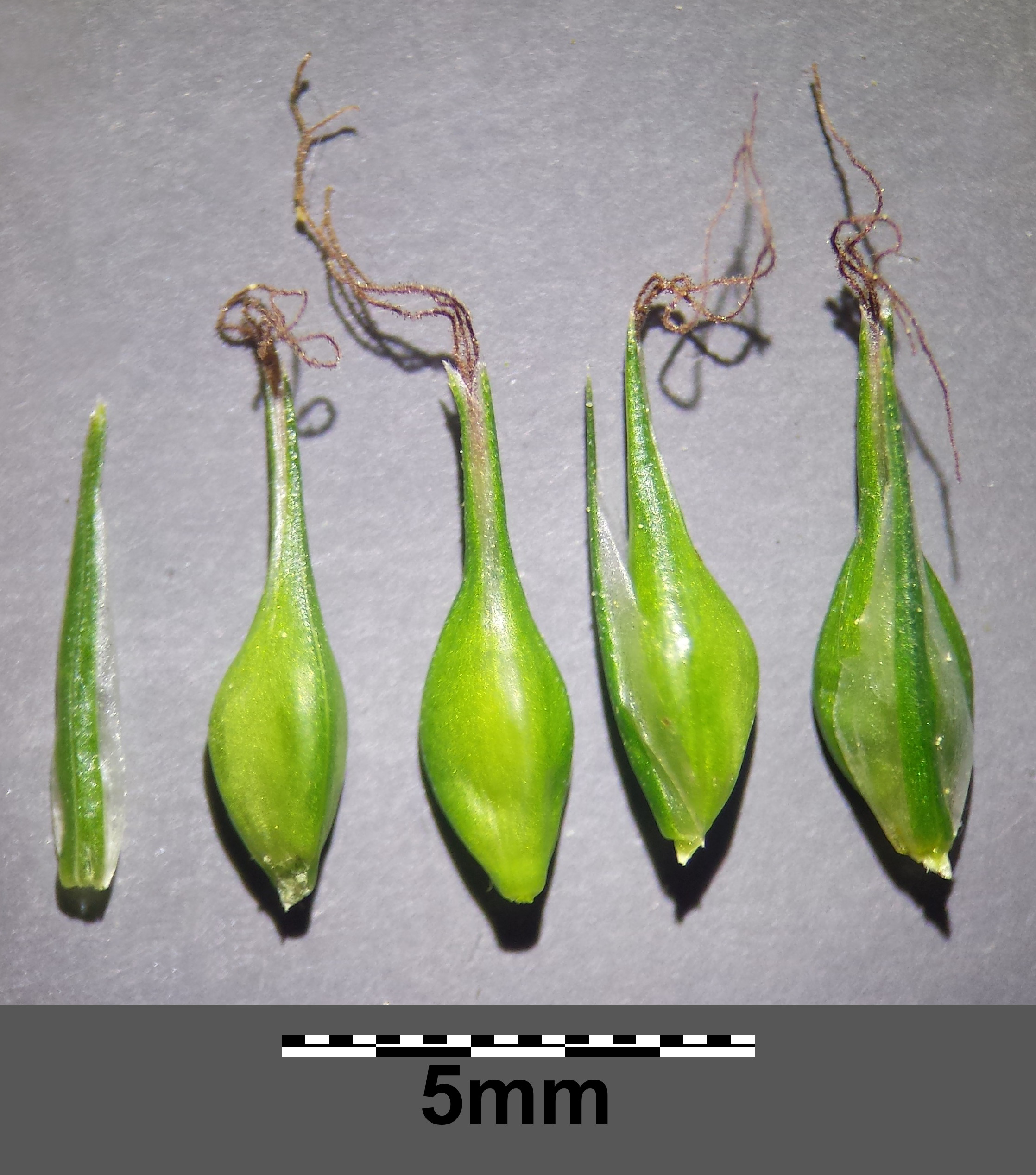
Owoce i przysadki

PokrójRoślina trwała o wysokości od 20 do 70 cm, kępowa, z krótkimi rozłogami.
ŁodygaWzniesiona, u góry zwisła, ulistniona w dolnej połowie, tępo trójkanciasta.
LiścieRównowąskie, z wystającym grzbietem, na brzegach i nerwach szorstkie, ostro zakończone, żywozielone do żółtawo-zielonych, brązowieją na jesień, lśniące, krótsze od łodygi. Blaszki liściowe o szerokości od 1 do 1,5 cm.
KwiatyKwiatostany  złożone z  3-8 luźnych kłosów, na szczycie łodygi znajduje się pojedynczy lub podwójny kłos męski, wąski, koloru czerwono-brązowego o długości od 8 do 14 mm. Kłosy żeńskie w ilości od 2 do 6 umieszczone są niżej, nieco oddalone od męskich. Mają kolor zielony do brązowo-pomarańczowego i długość od 2 do 6 cm. Zwisają podczas owocowania na długich od 5 do 25 cm szypułkach.
OwoceOrzeszek w pęcherzyku.
Gatunek podobnyTurzyca zgrzebłowata (Carex strigosa) różniąca się wzniesionymi (przytulonymi do łodygi) kwiatostanami żeńskimi oraz szerszymi liśćmi.

## Biologia i ekologia
RozwójBylina, hemikryptofit (pączki zimujące znajdują się na poziomie ziemi). Kwitnie w okresie od kwietnia do lipca.
SiedliskoRośnie w lasach liściastych, na glebach  żyznych, także wapiennych, umiarkowanie wilgotnych. Preferuje stanowiska półcieniste do zacienionych, umiarkowanie chłodne warunki mikroklimatyczne (zwłaszcza w miejscach zacienionych).
FitosocjologiaW klasyfikacji zbiorowisk roślinnych gatunek charakterystyczny (Ch.) dla rzędu (O.) Fagetalia sylvaticae należącego do klasy europejskich mezo- i eutroficznych lasów liściastych. Gatunek neutralny wobec kontynentalizmu.